# Palazzo De Luca

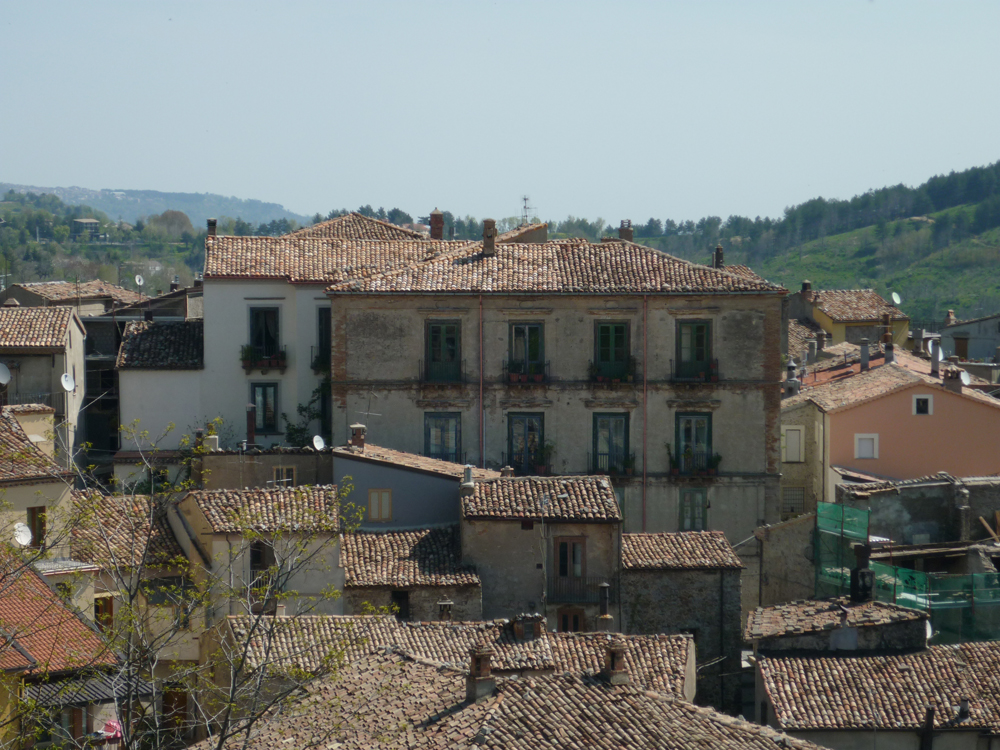
Palazzo De Luca in San Giovanni in Fiore

Der Palazzo De Luca ist ein Palast aus dem 18. Jahrhundert im historischen Zentrum von San Giovanni in Fiore in der italienischen Region Kalabrien. Er liegt in der Via Fratelli Bandiera.

## Geschichte
Der Palast wurde in der zweiten Hälfte des 18. Jahrhunderts erbaut. Der Familie De Luca, die sich in der zweiten Hälfte des 17. Jahrhunderts hauptsächlich mit Weidevieh- und Schafzucht beschäftigte, gelang es mit der Zeit, ein reiches Vermögen anzuhäufen, das ihr erlaubte, sich in die Oberschicht der Gesellschaft von San Giovanni in Fiore einzuführen.

## Beschreibung
Der Palast an der Via Fratelli Bandiera auf dem Hügel der Via Florens ist das Resultat der Kombination dreier unterschiedlicher Gebäude. Zwei davon haben rechteckige Grundrisse und bilden einen kleinen Hof vor dem Eingang. Die Kombination zweier der Gebäude, die zu verschiedenen Zeiten entstanden sind, wird durch die Materialien (Konsolen) und Fenster bestätigt, die das Gebäude in seinem Inneren enthält. Der Palast hat drei Stockwerke. Die Fassade an der Via Fratelli Bandiera ist durch eine starre, präzise Anordnung der Fenster im Erdgeschoss und durch eine Reihe kleiner Balkone im ersten und zweiten Obergeschoss gekennzeichnet, aber es gibt keine Terrassen, wie bei anderen Palästen.